# Nièvre (département)
Pour les articles homonymes, voir Nièvre.
La Nièvre (/njɛvʁ/) est un département français situé dans le sud-ouest de la région Bourgogne-Franche-Comté, dans le centre du pays, et doit son nom à la rivière qui le traverse.
L'Insee et La Poste lui attribuent le code 58. Sa préfecture est Nevers.

## Histoire

Carte de la Nièvre (1790).

Le département a été créé à la Révolution française, le 4 mars 1790, en application de la loi du 22 décembre 1789, à partir de l'ancienne province du Nivernais. À noter qu'à l'origine, le département s'écrivait « Nyèvre ».[source insuffisante]
Au 1er janvier 2016, la région Bourgogne, à laquelle appartenait le département, fusionne avec la région Franche-Comté pour devenir la nouvelle région administrative Bourgogne-Franche-Comté.
Voir aussi :
- Armorial du Nivernais
- Liste des comtes puis ducs de Nevers
- Armorial des comtes et ducs de Nevers
- Armorial des communes de la Nièvre
- Armorial des évêques de Nevers
- Armorial des corporations du Nivernais
- Armorial des communautés religieuses du Nivernais

## Emblèmes

### Blason
| Blason | Blasonnement : « Bandé d'or et d'azur de six pièces à la bordure engrêlée de gueules. » |

## Géographie

Carte de la Nièvre.

Carte géologique simplifiée de la Nièvre.

La Nièvre fait partie de la région Bourgogne-Franche-Comté, et correspond approximativement à l'ancienne province du Nivernais. Elle est limitrophe des départements de l'Yonne, de la Côte-d'Or, de Saône-et-Loire, de l'Allier, du Cher et du Loiret.
La Nièvre est constituée de régions naturelles assez variées. D'ouest en est, on peut distinguer :
- l'extrémité amont du Val de Loire. La Loire, rejointe par l'Allier au Bec d'Allier, légèrement en aval de Nevers, sur les territoires des communes de Marzy et de Gimouille, constitue l'essentiel de la frontière ouest du département avec le Cher ;
- la Puisaye, à l'extrémité nord-ouest du département, à la limite avec les départements du Loiret et de l'Yonne ;
- les collines calcaires du Nivernais, qui correspondent à la partie centrale du département ;
- le Bazois, qui se trouve à l'est des collines du Nivernais et qui correspond aux contreforts du Morvan ;
- l'est du département correspond à la partie occidentale du Morvan, massif granitique, anciennement exploité pour son bois notamment, et aujourd'hui davantage destiné à une activité touristique ; il s'y trouve le point culminant de la Nièvre, le Grand Montarnu haut de 857 mètres à Arleuf.

Le département est traversé par de nombreux cours d'eau, notamment la Loire, l'Allier, l'Yonne, l'Aron et la Cure, et aussi par plusieurs canaux.
Avec ses 6 817 km2, la Nièvre se hisse au 22e rang des départements français les plus grands, et au 21e rang des départements de France métropolitaine.
Le centre géographique de la zone euro fut situé dans la Nièvre du 1er janvier 2001 au 31 décembre 2008 :
- au 1er janvier 2001, après l'adhésion de la Grèce, le centre est situé dans la commune de Montreuillon ;
- au 1er janvier 2007, après l'adhésion de la Slovénie, le centre se déplace de quelques kilomètres, sur la commune de Mhère ;
- au 1er janvier 2008, après l'adhésion de Malte et Chypre, il est situé sur la commune d'Ouroux-en-Morvan ;
- au 1er janvier 2009, après l'adhésion de la Slovaquie, il s'est déplacé dans la commune de Liernais, dans le département voisin de la Côte-d'Or.

Paysages de la Nièvre :
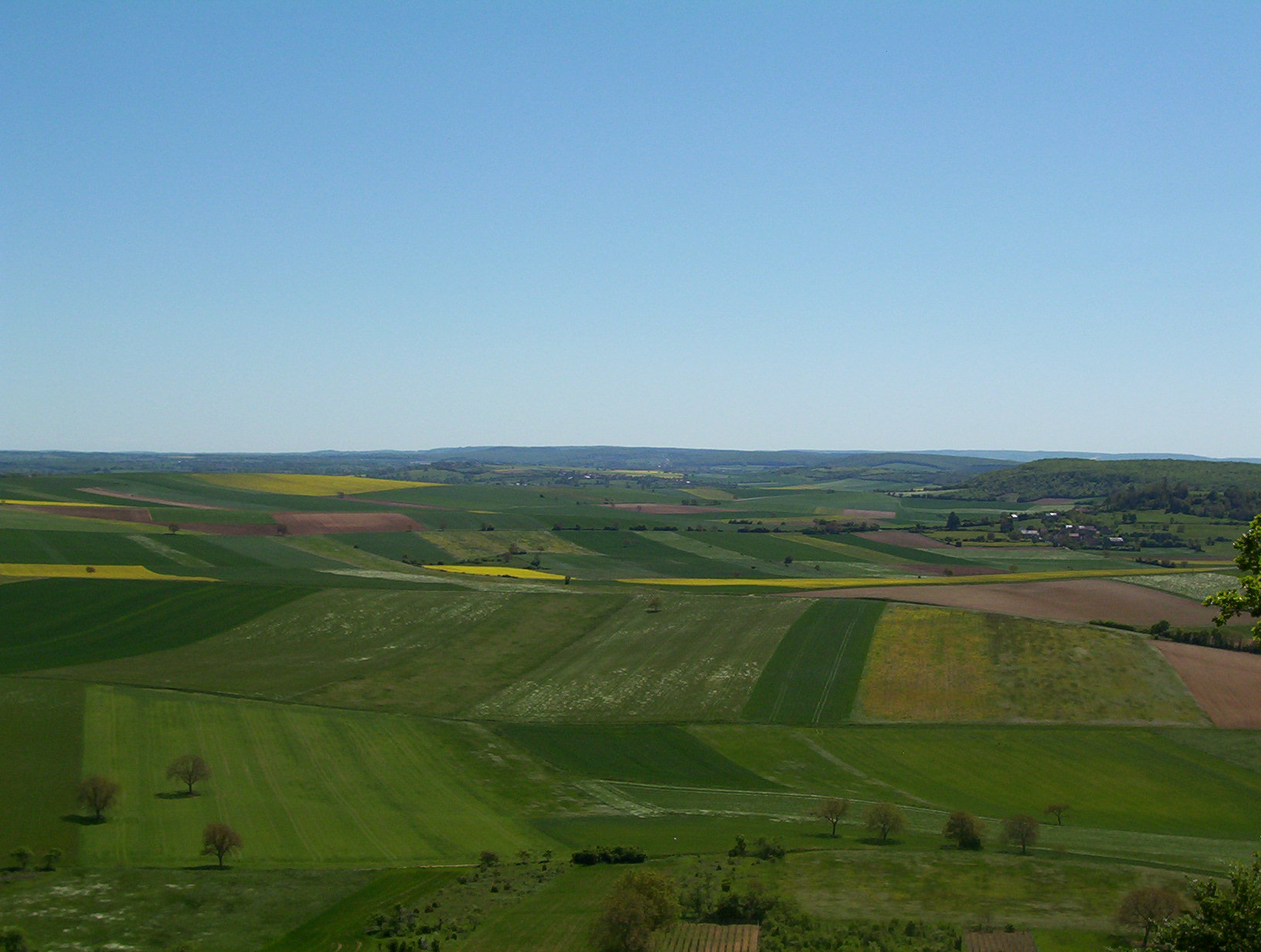
Paysage agricole dans le nord.
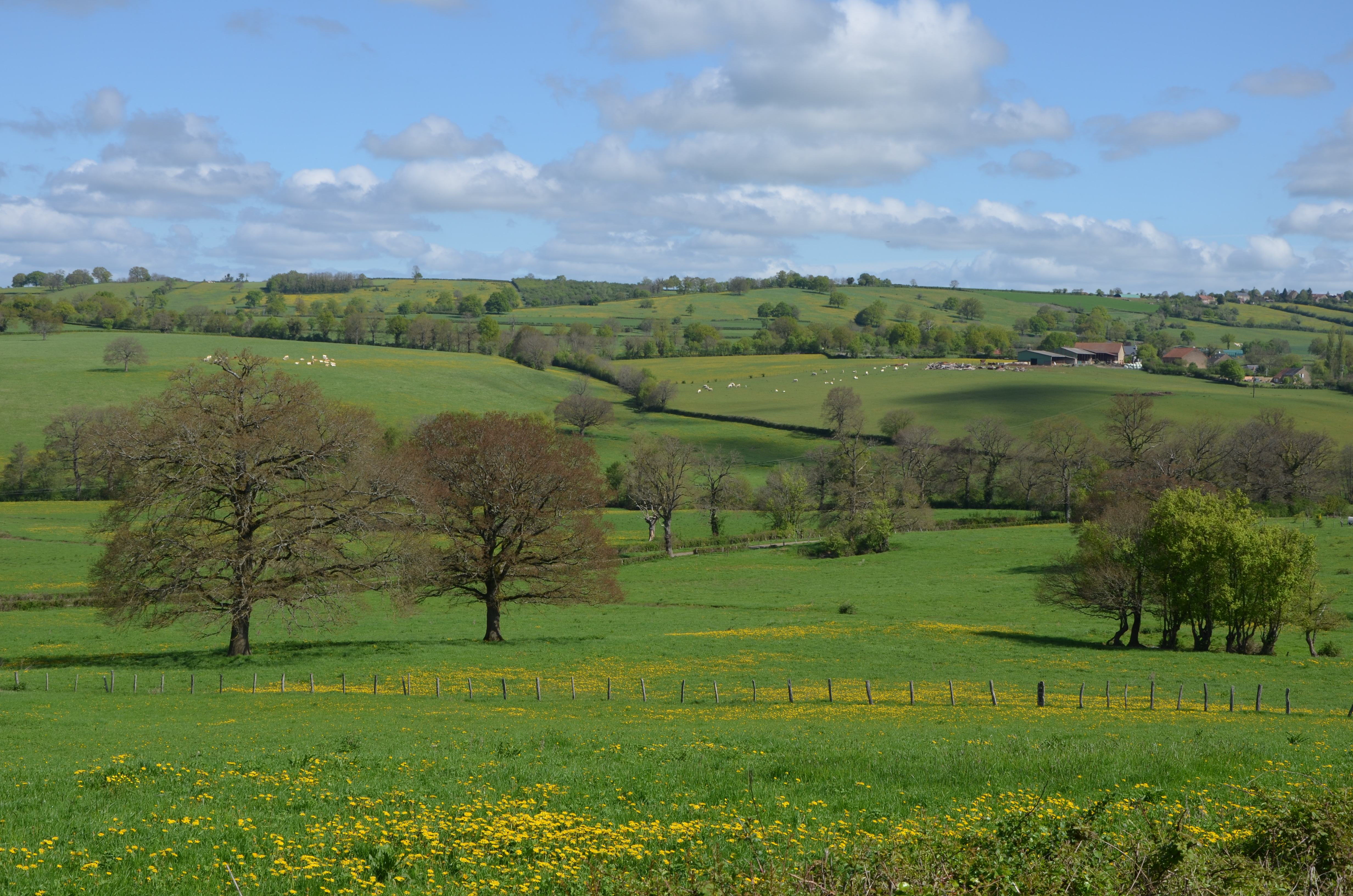
Le début du Morvan à Corbigny, dans le nord-est.
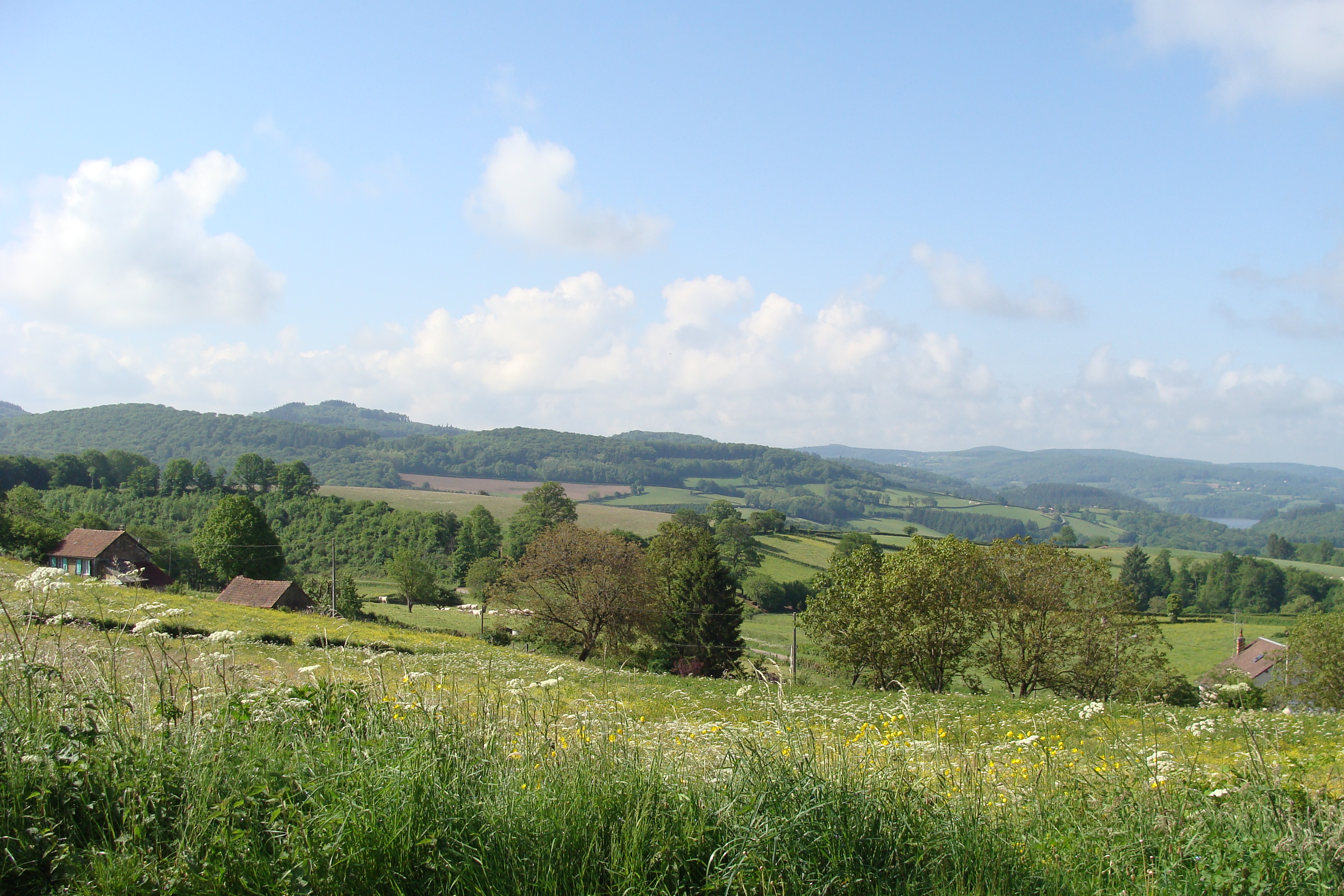
Le Morvan à Ouroux-en-Morvan, dans l'est.

## Économie
L'économie de la Nièvre est assez diversifiée.
Nevers est une ville traditionnellement administrative, et ne possède guère que la faïence comme industrie ancienne. Depuis les années 1960, elle accueille de nombreuses petites et moyennes industries de construction électrique et mécanique, chimie.
Plusieurs petites communes des environs de Nevers possèdent une tradition industrielle plus marquée : Fourchambault, Imphy (métallurgie), Varennes-Vauzelles (constructions mécaniques et ferroviaires), Cercy-la-Tour (équipementier automobile), Prémery (carbonisation et chimie du bois). La plupart de ces activités connaissent cependant quelques difficultés.
L'économie rurale repose essentiellement sur l'élevage bovin (surtout pour la viande), la viticulture (dans le secteur de Pouilly-sur-Loire) et l'exploitation forestière (dans le Morvan). Le tourisme tend également à se développer dans le Morvan.
Le thermalisme anime également quelques communes (Pougues-les-Eaux, Saint-Honoré).
L'homme d'affaires nivernais Jean-François Hénin avait annoncé le 12 août 2006 le projet, soutenu par le conseil général, d'une mine de charbon couplée à une centrale électrique de 1 000 MW autour de Cossaye dans le sud de la Nièvre. Mais le projet a été suspendu en décembre 2007 par le ministre Jean-Louis Borloo durant les travaux du Grenelle de l’environnement et il a été définitivement arrêté le 14 décembre 2009.

## Démographie
Les habitants de la Nièvre sont les Nivernais.

En 2022, le département comptait 202 299 habitants, en évolution de −3,28 % par rapport à 2016 (France hors Mayotte : +2,11 %).
| 1791 | 1801    | 1806    | 1821    | 1826    | 1831    | 1836    | 1841    | 1846    |
| ---- | ------- | ------- | ------- | ------- | ------- | ------- | ------- | ------- |
| -    | 232 590 | 241 739 | 257 990 | 271 292 | 282 521 | 297 550 | 305 346 | 322 262 |

| 1851    | 1856    | 1861    | 1866    | 1872    | 1876    | 1881    | 1886    | 1891    |
| ------- | ------- | ------- | ------- | ------- | ------- | ------- | ------- | ------- |
| 327 161 | 326 086 | 332 814 | 342 773 | 339 917 | 346 822 | 347 576 | 347 645 | 343 576 |

| 1896    | 1901    | 1906    | 1911    | 1921    | 1926    | 1931    | 1936    | 1946    |
| ------- | ------- | ------- | ------- | ------- | ------- | ------- | ------- | ------- |
| 333 899 | 323 783 | 313 972 | 299 310 | 270 148 | 260 502 | 255 195 | 249 673 | 248 559 |

| 1954    | 1962    | 1968    | 1975    | 1982    | 1990    | 1999    | 2006    | 2011    |
| ------- | ------- | ------- | ------- | ------- | ------- | ------- | ------- | ------- |
| 240 078 | 245 921 | 247 702 | 245 212 | 239 635 | 233 278 | 225 198 | 222 220 | 218 341 |

| 2016    | 2021    | 2022    | - | - | - | - | - | - |
| ------- | ------- | ------- | - | - | - | - | - | - |
| 209 161 | 202 417 | 202 299 | - | - | - | - | - | - |

| Arrondissement         | Population (1990) | Population (1999) | Population (2009) | Évolution 1990 ⇔ 1999 | Évolution 1999 ⇔ 2009 | Nombre de cantons | Nombre de communes |
| ---------------------- | ----------------- | ----------------- | ----------------- | --------------------- | --------------------- | ----------------- | ------------------ |
| Château-Chinon (Ville) | 30 214            | 28 141            | 27 027            | −6,86 %               | −3,96 %               | 6                 | 72                 |
| Clamecy                | 28 019            | 26 739            | 26 221            | −4,57 %               | −1,94 %               | 6                 | 93                 |
| Cosne-Cours-sur-Loire  | 46 549            | 45 074            | 45 274            | −3,17 %               | 0,44 %                | 7                 | 64                 |
| Nevers                 | 128 496           | 125 244           | 121 677           | −2,53 %               | −2,85 %               | 13                | 83                 |

### Communes les plus peuplées
| Nom                   | Code Insee | Intercommunalité                | Superficie (km2) | Population (dernière pop. légale) | Densité (hab./km2) | Modifier                                    |
| --------------------- | ---------- | ------------------------------- | ---------------- | --------------------------------- | ------------------ | ------------------------------------------- |
| Nevers                | 58194      | CA de Nevers                    | 17,33            | 33 172 (2022)                     | 1 914              | modifier les données · modifier les données |
| Cosne-Cours-sur-Loire | 58086      | CC Cœur de Loire                | 53,30            | 9 786 (2022)                      | 184                | modifier les données · modifier les données |
| Varennes-Vauzelles    | 58303      | CA de Nevers                    | 33,99            | 9 166 (2022)                      | 270                | modifier les données · modifier les données |
| Decize                | 58095      | CC Sud Nivernais                | 48,22            | 5 025 (2022)                      | 104                | modifier les données · modifier les données |
| La Charité-sur-Loire  | 58059      | CC Les Bertranges               | 15,78            | 4 701 (2022)                      | 298                | modifier les données · modifier les données |
| Fourchambault         | 58117      | CA de Nevers                    | 4,55             | 4 019 (2022)                      | 883                | modifier les données · modifier les données |
| Coulanges-lès-Nevers  | 58088      | CA de Nevers                    | 10,80            | 3 678 (2022)                      | 341                | modifier les données · modifier les données |
| Garchizy              | 58121      | CA de Nevers                    | 16,42            | 3 666 (2022)                      | 223                | modifier les données · modifier les données |
| Marzy                 | 58160      | CA de Nevers                    | 24,41            | 3 650 (2022)                      | 150                | modifier les données · modifier les données |
| Clamecy               | 58079      | CC Haut Nivernais - Val d'Yonne | 30,26            | 3 597 (2022)                      | 119                | modifier les données · modifier les données |
| La Machine            | 58151      | CC Sud Nivernais                | 17,95            | 3 213 (2022)                      | 179                | modifier les données · modifier les données |
| Imphy                 | 58134      | CC Sud Nivernais                | 16,62            | 3 175 (2022)                      | 191                | modifier les données · modifier les données |
| Guérigny              | 58131      | CC Les Bertranges               | 7,29             | 2 512 (2022)                      | 345                | modifier les données · modifier les données |
| Pougues-les-Eaux      | 58214      | CA de Nevers                    | 12,72            | 2 388 (2022)                      | 188                | modifier les données · modifier les données |
| Saint-Éloi            | 58238      | CA de Nevers                    | 16,45            | 2 220 (2022)                      | 135                | modifier les données · modifier les données |

## Culture

### Littérature
Les poétesses françaises Claude de Burine et Valérie Rouzeau sont nées dans la Nièvre, respectivement à Saint-Léger-des-Vignes et à Cosne-Cours-sur-Loire.

### Musique
Les Estivales en Puisaye-Forterre sont un festival français de musique classique qui, depuis 2003, se déroule chaque année pendant la deuxième quinzaine d'août sur le territoire de la Puisaye-Forterre, dans les départements de l'Yonne, de la Nièvre et du Loiret.
- La fête de la chanson française à Lormes
- La fête de l'accordéon à Luzy
- Festival DJazz Nevers
- Festival Blues en Loire
- Festiv'Halles de Decize

## Patrimoine naturel

### Conservation des variétés locales de pommes et autres arbres fruitiers
Le siège de la branche nivernaise de l'association de sauvegarde des variétés de pommes locales Les Croqueurs de pommes se trouve à Billy-sur-Oisy, près de Clamecy. L'association, qui s'appelle ici G.R.E.F.F.O.N (Groupe pour la Renaissance des Espèces Fruitières et Forestières Oubliées de la Nièvre), a été créée à l'origine à Varzy et incluait les espèces forestières dans son curriculum ; mais devant l'ampleur de la tâche, elle s'est ralliée en 1991 à l'association nationale Les Croqueurs de pommes. Extrêmement active, l'association G.R.E.F.F.O.N a organisé sa première Fête de la Pomme en novembre 1996 à Billy-sur-Oisy - une fête à l'ampleur croissante, avec un point fort en 2008 pour EuroCroq'pom 2008, le 30e anniversaire des Croqueurs de pommes : aidés par la ville de Nevers, les membres prennent cette démonstration en charge et attirent 450 participants de 55 associations de Croqueurs et 15 associations de France et d'Europe qui présenteront plus de 2000 variétés de fruits. Ce succès notoire amène de nombreuses sollicitations dans la Nièvre et dans les départements alentour et attire le soutien de la région Bourgogne, ce qui promeut la création de vergers de conservation locaux, avec des aides financières et des aides à la formation.
G.R.E.F.F.O.N n'a cependant pas attendu l'intérêt de l'administration de Bourgogne pour promouvoir la création d'un premier verger de conservation en 1998 à Michaugues : cette petite commune au centre du Nivernais installe progressivement plus de 400 arbres de 150 variétés de toutes les espèces sur un terrain paysager de 5 hectares. En 1999, G.R.E.F.F.O.N aide l'instituteur de Dracy (Yonne) à créer un verger pédagogique à l'école primaire de Dracy : chaque élève choisit une variété ancienne qu'il entretiendra tout au long de sa scolarité. Des conventions sont passées avec les communes demandant l'aide de l'association pour créer ou sauvegarder des vergers. La Ville de Nevers propose un terrain pour créer une pépinière.
Vergers conservatoires dans la Nièvre et environs
- 1970 : Pourrain (Yonne) - verger de collection
- 1995 : Saint-Brisson
- 1998 : Dracy (Yonne) - verger pédagogique
- 1998 : Michaugues - verger communal
- 1999 : Clamecy - verger communal
- 2000 : Sembrève (Oisy) - verger de collection
- 2000 : Saint-Firmin - verger de collection
- 2006 : Saint-Loup - verger de collection
- 2006/07/08 : Nevers - verger communal
- 2008 : Entrains-sur-Nohain - verger communal
- 2008 : Challuy - verger communal
- 2008 : Chaulgnes - verger pédagogique
- 2009 : Flagny (La Rochepot) - verger pédagogique
- 2009/2010 : Marzy - verger pédagogique
- 2010 : Decize - verger pédagogique
- 2010 : Parigny-les-Vaux - verger pédagogique
- 2010 : Arthel - verger communal
- 2010 : Tamnay - verger de collection
- 2011 : Coulanges-lès-Nevers - verger communal
- en projet : Dun-sur-Grandry, Achun, Cosne-sur-Loire

## Tourisme

### Les résidences secondaires
Selon le recensement général de la population du 1er janvier 2008, 16,4 % des logements disponibles dans le département étaient des résidences secondaires.
Ce tableau indique les principales communes de la Nièvre dont les résidences secondaires et occasionnelles dépassent 10 % des logements totaux en 2008 :
| Commune                | Population SDC | Nombre de logements | Rés. secondaires | % Rés. secondaires |
| ---------------------- | -------------- | ------------------- | ---------------- | ------------------ |
| Chaumard               | 224            | 385                 | 238              | 61,97 %            |
| Marigny-l'Église       | 338            | 396                 | 224              | 56,63 %            |
| Villapourçon           | 449            | 598                 | 335              | 56,03 %            |
| Dun-les-Places         | 358            | 433                 | 239              | 55,26 %            |
| Planchez               | 357            | 399                 | 215              | 53,80 %            |
| Moux-en-Morvan         | 616            | 679                 | 346              | 50,96 %            |
| Montsauche-les-Settons | 544            | 623                 | 282              | 45,26 %            |
| Saint-Honoré-les-Bains | 843            | 862                 | 377              | 43,76 %            |
| Ouroux-en-Morvan       | 665            | 687                 | 287              | 41,78 %            |
| Alligny-en-Morvan      | 651            | 563                 | 220              | 39,01 %            |
| Brassy                 | 632            | 596                 | 223              | 37,47 %            |
| Arleuf                 | 792            | 669                 | 212              | 31,71 %            |
| Lormes                 | 1 357          | 1 026               | 277              | 26,98 %            |
| Saint-Amand-en-Puisaye | 1 313          | 965                 | 212              | 21,97 %            |
| Donzy                  | 1 627          | 1 105               | 232              | 21,01 %            |
| Pouilly-sur-Loire      | 1 765          | 1 230               | 227              | 18,41 %            |

Sources :
- Source Insee, chiffres au 01/01/2008.

## Politique
La Nièvre est un département traditionnellement très ancré à gauche.
Ainsi, sur les 32 conseillers généraux que compte le Conseil général de la Nièvre, il y a 21 socialistes ou apparentés, 1 communiste, 1 non-inscrit, et 9 membres du groupe « Rassemblement pour l'avenir de la Nièvre » (droite).
Le résultat du second tour des dernières élections présidentielles françaises révèle nettement l'ancrage à gauche du département :
- En 2012, François Hollande avait recueilli 58,81 % des voix dans le département, contre 51,62 % au niveau national ;
- En 2007, Ségolène Royal avait recueilli 52,91 % des voix dans le département, contre 46,94 % au niveau national ;
- En 1995, Lionel Jospin avait recueilli 57,07 % des voix dans le département, contre 47,36 % au niveau national ;
- En 1988, François Mitterrand avait recueilli 63,96 % des voix dans le département, contre 54,02 % au niveau national ;
- En 1981, François Mitterrand avait recueilli 62,91 % des voix dans le département, contre 51,76 % au niveau national.

Lors de chacun de ces scrutins présidentiels, la Nièvre fut l'un des départements français à avoir le plus voté en faveur du candidat de gauche.
Cette tendance semble néanmoins s’être fortement atténuée au profit du Front national. En effet, ce dernier est en tête de tous les scrutins dans le département depuis 2015.
Lors de l'élection présidentielle de 2017, Marine Le Pen arrive en tête dans le département avec 24,76 % des voix (trois points de plus que sa moyenne nationale), Emmanuel Macron étant deuxième avec 21,68% des voix, et le candidat de la LFI Jean-Luc Mélenchon arrive troisième avec 19,16 % pour. Le Parti Socialiste s'écroule avec seulement 6,52 % pour Benoît Hamon. L'ancrage à gauche du département a donc été fortement remis en question.
Lors de l'élection législative de la même année, La République en marche remporte les deux sièges du département.
Voir aussi :
- Liste des députés de la Nièvre
- Liste des sénateurs de la Nièvre
- Liste des conseillers généraux de la Nièvre
- Liste des conseillers généraux de la Nièvre (2008-2011)

## Administration
- Liste des préfets de la Nièvre
- Liste des intercommunalités de la Nièvre